# سامية مجاهدي
سامية مجاهدي ( من مواليد 6 يناير 1985)؛ هي لاعبة تنس جزائرية متقاعدة.
حصلت مجاهدي على شهادة 730 في فردي فردي اتحاد لاعبات التنس المحترفات في 7 أغسطس 2006. كما حصلت على شهادة مضاعفة في بطولة رابطة لاعبات التنس المحترفات ، حيث حصلت على تصنيف 505 في 29 أغسطس 2005. فازت مجاهدي بلقب الزوجي في الـ ITF .
مثلت الجزائر في كأس الاتحاد الإنجليزي ، وسجلت أرقاما قياسية W / L من 8 إلى 7.

## نهائيات الـ ITF (1-4)

### الفردي (0-1)
| عنوان تفسيري           |
| ---------------------- |
| 100،000 دولار البطولات |
| 75000 دولار البطولات   |
| 50000 دولار البطولات   |
| 25000 دولار البطولات   |
| 10000 دولار البطولات   |

| النهائيات عن طريق السطح |
| ----------------------- |
| هارد (0–0)              |
| الطين (0-1)             |
| العشب (0–0)             |
| السجاد (0–0)            |

| نتيجة         | تاريخ       | المسابقة        | سطح - المظهر الخارجي | الخصم                     | أحرز هدفا       |
| ------------- | ----------- | --------------- | -------------------- | ------------------------- | --------------- |
| المركز الثاني | 7 مايو 2006 | الرباط ، المغرب | طين                  | وصلة=\|حدود رالوكا أولارو | 2-6 ، 6-2 ، 5-7 |

### الزوجي (1-3)
| نتيجة         | تاريخ         | المسابقة          | سطح - المظهر الخارجي | شريك                      | معارضو                                                         | أحرز هدفا       |
| ------------- | ------------- | ----------------- | -------------------- | ------------------------- | -------------------------------------------------------------- | --------------- |
| المركز الثاني | 15 أغسطس 2005 | Koksijde ، بلجيكا | طين                  | وصلة=\|حدود جيسي دي فريس  | وصلة=\|حدود إيفيتا جيرلوفا </br>وصلة=\|حدود كارمن كلاشكا       | 1-6 ، 0-6       |
| المركز الثاني | 8 يناير 2007  | الجزائر ، الجزائر | طين                  | وصلة=\|حدود آسيا هالو     | وصلة=\|حدود تاليثا دي جروت </br>وصلة=\|حدود ميشيل جيراردز      | 6-1 ، 3-6 ، 2-6 |
| المركز الثاني | 7 مايو 2007   | الرباط ، المغرب   | طين                  | وصلة=\|حدود سيلفيا ديديري | وصلة=\|حدود ميهيلا بوزرنيسكو </br>وصلة=\|حدود ميلاني كلافنر    | 1-6 ، 4-6       |
| الفائز        | 16 يونيو 2007 | عنابة ، الجزائر   | طين                  | وصلة=\|حدود آسيا هالو     | وصلة=\|حدود سينو رازافندراماسو </br>وصلة=\|حدود آنا سافيتسكايا | 7-5 ، 7-5       |

## نهائيات الـ ITF للناشئين
| الضربات العنيفة الكبرى |
| فئة GA                 |
| الفئة G1               |
| الفئة G2               |
| الفئة G3               |
| الفئة G4               |
| الفئة G5               |

### نهائيات الفردي (1-0)
| نتيجة  | لا. | تاريخ        | المسابقة        | سطح - المظهر الخارجي | الخصم                         | أحرز هدفا   |
| ------ | --- | ------------ | --------------- | -------------------- | ----------------------------- | ----------- |
| الفائز | 1.  | 14 مارس 2003 | وهران ، الجزائر | طين                  | وصلة=\|حدود كلير دي غوبرناتيس | 6-4 7-6 (5) |

## روابط خارجية
- سامية مجاهدي على موقع رابطة محترفات التنس (الإنجليزية)
- سامية مجاهدي على موقع الاتحاد الدولي لكرة المضرب (الإنجليزية)
- سامية مجاهدي على موقع كأس بيلي جين كينغ (الإنجليزية)
- سامية مجاهدي على موقع خلاصة التنس.كوم (الإنجليزية)
- سامية مجاهدي على موقع إي إس بي إن.كوم (الإنجليزية)
- Samia Medjahdi على موقع رابطة محترفات كرة المضرب
- Samia Medjahdi في موقع الاتحاد الدولي لكرة المضرب
- Samia Medjahdi في كأس فيد